# El Sitim
El Sitim är en ort i Mexiko.   Den ligger i kommunen Chilón och delstaten Chiapas, i den sydöstra delen av landet, 800 km öster om huvudstaden Mexico City. El Sitim ligger 1 230 meter över havet och antalet invånare är 227.
Terrängen runt El Sitim är kuperad. Runt El Sitim är det glesbefolkat, med 16 invånare per kvadratkilometer. Närmaste större samhälle är Yajalón, 15,9 km norr om El Sitim. I omgivningarna runt El Sitim växer i huvudsak städsegrön lövskog.